# Essia
Petersianthus macrocarpus
Pour l’article homonyme, voir Essia (Jura).
Espèce
Classification phylogénétique
L’Essia, Petersianthus macrocarpus, est une espèce de plante à fleurs de la famille des Lecythidaceae. C'est un arbre originaire d’Afrique. Il pousse en Afrique tropicale et équatoriale occidentale, de la Guinée au Congo-Kinshasa, surtout dans les zones de forêt humide.
La densité de son bois est 720 kg/m³.

## Nom
Son nom scientifique est aussi Combretodendron africanum (Welw.) Excell et Combretodendron macrocarpum (P. Beauv.) Keay.
Son nom vulgaire est essia mais aussi abalé (en agni) en Côte d’Ivoire, esia (en twi y compris le dialecte asante, dialecte Aowin de l’agni et sehwi) mais aussi abale (en agni) au Ghana, minzo, bolinzo ou akasia au Congo-Kinshasa, mubwabwa, bomposo, wulo au Congo-Brazzaville, ngombé en Centrafrique, abin au Gabon, abing au Cameroun, owewe au Nigéria.

## Utilisation
L’essia est utilisé pour son bois variant du rose au brun violacé.

## Insectes
L’essia est hôte au insectes suivants :
- Imbrasia ertli
- Imbrasia truncata